# TCO:s kulturpris
TCO:s kulturpris är ett pris som utdelas i stort sett årligen av Tjänstemännens centralorganisation (TCO) sedan 1974. Under 1900-talet var det ett rent litteraturpris utdelat till författare och översättare, men sedan millennieskiftet har fler konstarter tillkommit. Från 2015 har TCO:s kulturpris kompletterats med TCO:s kulturprisstipendium. Kulturpriset har en prissumma om 100 000 kronor och stipendiet omfattar 50 000 kronor kronor. Priset riktar sig till personer eller verksamheter som gjort sig bemärkta inom områden som ord, ton, bild och scen/film.
2021 delade TCO ut två extra stipendier för att visa sitt stöd till kulturbranschen under Covidpandemin.

## Pristagare
- 1974 – Björn Runeborg
- 1975 – Elsa Grave och Lars Norén
- 1976 – Olle Hammarlund och Karl Rune Nordkvist
- 1977 – Lennart Frick
- 1978 – Inger Alfvén
- 1979 – Peter Curman
- 1980 – Claes Andersson
- 1981 – Barbro Lindgren
- 1982 – Staffan Göthe
- 1983 – Per Odensten
- 1984 – Jan Ling
- 1985 – Agneta Pleijel
- 1986 – ej utdelat
- 1987 – Ulrika Waldenström
- 1988 – Siv Widerberg
- 1989 – Maria Bergom Larsson
- 1990 – Percival
- 1991 – Maarja Talgre
- 1992 – Majgull Axelsson
- 1993 – Peter Englund
- 1994 – Ingrid Segerstedt-Wiberg
- 1995 – Gösta Friberg (?)
- 1996 – ej utdelat
- 1997 – Jan Henrik Swahn
- 1998 – ej utdelat
- 1999 – Linn Ullman
- 2000 – ej utdelat
- 2001 – Fateme Behros och Keve Hjelm
- 2002 – Stefan Solyom och Henrik Håkansson
- 2003 – Elisabeth Rynell och Ana Laguna
- 2004 – Louise Hoffsten, Tage Martin Hörling och Fia-Stina Sandlund
- 2005 – Marjaneh Bakhtiari och Nahid Persson
- 2006 – Victoria Borisova-Ollas och Olov Tällström
- 2007 – Suzanne Osten och Johan Unenge
- 2008 – Dan Laurin och Cecilia Parsberg
- 2009 – ej utdelat
- 2010 – Jonas Karlsson och Simon Norrthon
- 2011 – Marianne Lindberg De Geer och barnmusikorganisationen El sistema
- 2012 – Sara Stridsberg och Anna Pettersson
- 2014 – ej utdelat
- 2015 –  Anna Vnuk och Maximilien van Aertryck
- 2016 –  Sara Granér och Maxida Märak
- 2017 –  Evin Ahmad och Johan Strindberg[3]
- 2018 –  Bea Szenfeld och Jacob Mühlrad
- 2019 –  Erik Holmström och Nina Åkestam[1]
- 2020 –  Amandra Kernell och Kent Wisti[1]
- 2021 – Mari Carrasco, Sibille Attar, Elaf Ali och Balsam Karam
- 2022 – Valeria Montti Colque och Harriet Nauer[4]
- 2023 – Mikael Karlsson och Faysa Idle
- 2024 – Markus Öhrn och Amena Alsameai